# Tiêu Trưởng Mậu
Tiêu Trưởng Mậu (蕭長懋) (458–493), tên tự Vân Kiều (雲喬), biệt danh Bạch Trạch (白澤), tước hiệu chính thức là Văn Huệ thái tử (文惠太子), sau được truy thụy Văn hoàng đế (文皇帝) cùng miếu hiệu Thế Tông (世宗), là một thái tử của triều Nam Tề trong lịch sử Trung Quốc. Ông là con trai cả của Vũ Đế Tiêu Trách, song đã qua đời trước phụ hoàng. Sau khi ông qua đời, con trai Tiêu Chiêu Nghiệp của ông trở thành Hoàng thái tôn và cuối cùng đã có thể kế vị Vũ Đế, song đã sớm bị anh họ của Vũ Đế- Tiêu Loan đoạt lấy quyền lực. Năm 498, tất cả hậu duệ của Tiêu Trưởng Mậu đều bị tiêu diệt.

## Thân thế
Tiêu Trưởng Mậu sinh năm 458, khi đó cha Tiêu Trách mới 18 tuổi, và do là cháu đích tôn của Tiêu Đạo Thành, người khi đó đang là một tướng của Lưu Tống, ông nội đã rất yêu quý Trường Mậu. Mẹ của ông là Bùi Huệ Chiêu (裴惠昭), chính thất của Tiêu Trách. Năm 477, sau khi Tiêu Đạo Thành đoạt lấy quyền lực khi ám sát Lưu Tống Hậu Phế Đế, và lập em trai của Hậu Phế Đế là Lưu Chuẩn làm hoàng đế (tức Thuận Đế), Tướng Thẩm Du Chi (沈攸之) đã nổi dậy chống lại Tiêu Đạo Thành từ Kinh Châu (荊州, nay là trung bộ và tây bộ Hồ Bắc), và Tiêu Trách được giao trấn thủ Bồn Khẩu (湓口, nay thuộc Cửu Giang, Giang Tây) để chuẩn bị chống lại một cuộc tấn công cuối cùng có thể xảy ra của quân Thẩm, Tiêu Trưởng Mậu đã giúp đỡ cha trong việc duyệt binh. Sau khi Thẩm Du Chi bị đánh bại, Tiêu Trưởng Mậu ban đầu đã trở về kinh thành Kiến Khang để phụng sự cho ông nội, song sau đó được phong làm thứ sử Ung Châu (雍州, nay thuộc tây nam bộ Hà Nam và tây bắc bộ Hồ Bắc).

## Khi là Nam quận vương
Năm 479, Tiêu Đạo Thành đoạt ngôi từ Thuận Đế, chấm dứt triều Lưu Tống và mở ra triều Nam Tề. Tiêu Trách được phong làm thái tử, và trong một hành động chưa từng có tiền lệ, Tiêu Trưởng Mậu được phong làm Nam quận vương. (Trước đó, tại Nam triều, không có con trai nào của một thái tử được phong vương.) Năm 480, ông được triệu hồi về Kiến Khang để trấn thủ Thạch Đầu thành. Khi Bùi thái tử phi qua đời trong năm đó, theo đề xuất của thừa tướng Vương Kiệm (王儉), Tiêu Trưởng Mậu bị ngăn không được thực hiện đầy đủ các nghi lễ trong tang lễ của mẹ do tầm quan trọng của chức vụ mà ông đang nắm giữ, song vị trí trấn thủ của ông đã được chuyển từ Thạch Đầu về vùng ngoại vi Tây Châu (西州). Năm 482, ông được ban chức thứ sử Nam Từ Châu (南徐州, nay là phía tây trung bộ Giang Tô). Sau khi Cao Đế qua đời vào năm 482, Tiêu Trách đã lên ngôi kế vị (tức Vũ Đế), Tiêu Trưởng Mậu được phong làm thái tử. Vương phi Vương Bảo Minh được phong làm thái tử phi, và con trai cả Tiêu Chiêu Nghiệp của ông được phong làm Nam quận vương.

## Làm thái tử
Tiêu Trưởng Mậu gần gũi với em trai của mình, Cánh Lăng vương Tiêu Tử Lương (蕭子良), và cả hai đều là tín đồ của Phật giáo. Tuy vậy, mặc dù có đức tin Phật giáo, Tiêu Trưởng Mậu lại có tính hoang phí và xa xỉ trong lối sống, ông sử dụng nhiều đồ vật chỉ thích hợp cho hoàng đế, song ông được đánh giá là có lòng tốt và hiếu khách. Tuy nhiên, ông e sợ người em trai bốc đồng song có đầu óc quân sự là Ba Đông vương Tiêu Tử Hưởng (蕭子響). Tiêu Tử Hưởng đã cho xử tử một số thành viên quân sư cho ông ta vào năm 490, điều này đã khiến Tiêu Trách nổi giận và đưa quân đi đánh, Tiêu Trưởng Mậu đã bí mật chỉ thị cho tướng Tiêu Thuận Chi (蕭順之) không được để cho Tiêu Tử Hưởng trở về Kiến Khang mà còn sống, và sau đó, thậm chí cả khi Tiêu Tử Hưởng đã chịu khuất phục trước Tiêu Thuận Chi và yêu cầu được gặp phụ hoàng để nhận tội, Tiêu Thuận Chi đã bóp cổ sát hại Tiêu Tử Hưởng.
Tiêu Trưởng Mậu không ưa anh họ của Vũ Đế (cháu trai của Cao Đế) Tây Xương hầu Tiêu Loan. Tiêu Tử Lương là một bằng hữu với Tiêu Loan nên đã cố bảo vệ người này, song Tiêu Trưởng Mậu không biết được điều này.
Cuối thời gian trị vì của Vũ Đế, ông ta muốn dành thời gian để tham gia yến tiệc và đi du ngoạn, và thường trao quyền cho Thái tử Trưởng Mậu xử lý các vấn đề quan trọng, và do đó quyền lực của thái tử được thiết lập trên khắp đế chế. Tuy nhiên, Tiêu Trưởng Mậu cũng thường bị ốm, và thân hình to lớn của ông có thể đã khiến bệnh tình trở nên trầm trọng hơn. Vào mùa xuân năm 493, ông qua đời. Ngay sau đó, Vũ Đế lập con trai của ông-Tiêu Chiêu Nghiệp làm thái tôn, và đến khi Vũ Đế qua đời cũng trong năm đó, Tiêu Chiêu Nghiệp trở thành hoàng đế, song đã bị Tiêu Loan phế truất và sát hại và năm 494. Ban đầu, Tiêu Loan đưa một người con trai khác của Tiêu Trưởng Mậu- Tiêu Chiêu Văn làm hoàng đế, sau sau vài tháng cũng phế truất và sát hại Chiêu Văn rồi tự mình lên ngôi hoàng đế (tức Minh Đế). Năm 498, Minh Đế tiếp tục sát hại hai người con trai khác còn sống của Tiêu Trưởng Mậu là Ba Lăng vương Tiêu Chiêu Tú (蕭昭秀) và Quế Dương vương Tiêu Chiêu Xán (蕭昭粲), khiến dòng dõi của Tiêu Trưởng Mậu bị tuyệt tự. Các sử gia xưa quy việc Minh Đế sát hại các con trai của Tiêu Trưởng Mậu là kết quả của việc Tiêu Trưởng Mậu không ưa ông ta, song sử gia hiện đại Bá Dương thì lưu ý rằng Minh Đế cũng sát hại các con trai của Cao Đế và Vũ Đế trong khi cả hai đều đối xử tốt và tôn trọng ông ta.

## Thông tin cá nhân
- Cha
  - Nam Tề Vũ Đế
- Mẹ
  - Bùi Huệ Chiêu (裴惠昭) (mất 480), Mục thái tử phi, truy tôn Vũ Mục Hoàng hậu
- Phi tần
  - Thái tử phi Vương Bảo Minh, mẹ của Tiêu Chiêu Nghiệp
  - Hứa cung nhân, người nước Tề , sinh Tiêu Chiêu Văn , không có truy tặng.
  - Trần cung nhân, sinh Tiêu Chiêu Tú
  - Trữ cung nhân, sinh Tiêu Chiêu Xán
  - Hứa thị (?-494) , không rõ phẩm trật , tư thông với Thái tử Tiêu Chiêu Nghiệp , sau bị giết
- Con
  - Tiêu Chiêu Nghiệp (蕭昭業), năm 482 phong làm Nam quận vương, năm 493 được phong làm thái tử, sau trở thành hoàng đế
  - Tiêu Chiêu Văn (蕭昭文), năm 486 được phong làm Lâm Nhữ công, năm 493 được cải phong Tấn An vương, sau trở thành hoàng đế
  - Tiêu Chiêu Tú (蕭昭秀) (sinh 483), ban đầu được phong tước Khúc Giang công, năm 493 cải phong là Lâm Hải quận vương, đến năm 495 cải phong là Ba Lăng vương, bị Minh Đế sát hại năm 498
  - Tiêu Chiêu Xán (蕭昭粲) (sinh năm 491), năm 493 được phong tước Vĩnh Gia quận vương, đến năm 495 cải phong là Quế Dương vương, bị Minh Đế sát hại năm 498.